# Stephen Milne (Schwimmer)
Stephen Milne (* 29. April 1994 in Inverness) ist ein ehemaliger britischer Schwimmer. Er gewann eine olympische Silbermedaille und erschwamm bei Weltmeisterschaften eine Goldmedaille. Bei Europameisterschaften erhielt der Brite zwei Goldmedaillen und eine Bronzemedaille, bei Commonwealth Games erschwamm der Schotte einmal Silber und dreimal Bronze.

## Karriere
Der 1,85 Meter große Stephen Milne schwamm für den Perth City Swim Club. Er graduierte in Umwelttechnik am Perth College der University of the Highlands and Islands und wechselte dann an die University of Stirling.
2012 bei den Junioreneuropameisterschaften in Antwerpen wurde er Achter über 200 Meter Freistil und Vierter mit der 4-mal-200-Meter-Freistilstaffel.
Zwei Jahre später bei den Commonwealth Games in Glasgow wurde Milne Achter über 400 Meter Freistil und Fünfter über 1500 Meter Freistil. Die schottische 4-mal-200-Meter-Freistilstaffel mit Daniel Wallace, Stephen Milne, Duncan Scott und Robert Renwick gewann die Silbermedaille hinter den Australiern. Drei Wochen nach den Commonwealth Games wurde Milne bei den Europameisterschaften in Berlin Sechster über 400 Meter Freistil. Über 1500 Meter Freistil schlug er als Vierter 1,3 Sekunden nach dem drittplatzierten Italiener Gabriele Detti an. Mit etwa gleichem Abstand wurde Milne auch über 800 Meter Freistil Vierter hinter Detti. In der britischen 4-mal-100-Meter-Lagenstaffel schwammen Christopher Walker-Hebborn, Ross Murdoch, Adam Barrett und Stephen Milne die viertschnellste Vorlaufzeit. Im Endlauf siegten Christopher Walker-Hebborn, Adam Peaty, Adam Barrett und Benjamin Proud vor den Franzosen und den Ungarn. Für ihren Einsatz im Vorlauf erhielten auch Murdoch und Milne eine Goldmedaille.
2015 bei den Weltmeisterschaften in Kasan wurde Milne Siebter über 800 Meter Freistil und Fünfter über 1500 Meter Freistil. Im Mai 2016 fanden die Europameisterschaften in London statt. Milne wurde Achter über 400 Meter Freistil und schied über 1500 Meter Freistil als 14. des Vorlaufs aus. Er schwamm auch in der 4-mal-200-Meter-Freistilstaffel, die in 7:10,73 Minuten den sechsten Rang belegte. Im August bei den Olympischen Spielen in Rio de Janeiro erreichte Milne im Vorlauf über 400 Meter Freistil die 13. Zeit. In der 4-mal-200-Meter-Freistilstaffel schwammen Stephen Milne, Robert Renwick, Daniel Wallace und Duncan Scott im Vorlauf mit 7:06,31 Minuten die schnellste Zeit. Im Finale erreichten Milne, Scott, Wallace und James Guy nach 7:03,13 Minuten als Zweite das Ziel mit zweieinhalb Sekunden Rückstand auf das US-Quartett und 0,37 Sekunden Vorsprung auf die Japaner. Über 1500 Meter Freistil war Milne zehntschnellster im Vorlauf und verpasste den Endlauf um weniger als zwei Sekunden. Ende 2016 bei den Kurzbahnweltmeisterschaften in Windsor wurde Milne Achter über 400 Meter Freistil und Fünfter mit der 4-mal-100-Meter-Lagenstaffel.
2017 bei den Weltmeisterschaften in Budapest schied Milne über 400 Meter Freistil als 15. der Vorläufe aus. Die 4-mal-200-Meter-Freistilstaffel mit Stephen Milne, Nicholas Grainger, Calum Jarvis und Duncan Scott schwamm die zweitbeste Vorlaufzeit hinter den Australiern. Im Finale steigerten sich Milne, Grainger, Scott und James Guy um vier Sekunden auf 7:01,70 Minuten und gewannen den Titel vor den Russen und dem US-Team. 2018 bei den Commonwealth Games in Gold Coast belegte Milne über 400 Meter Freistil und über 200 Meter Freistil den achten Platz. Mit den beiden schottischen Freistilstaffeln gewann Milne jeweils die Bronzemedaille hinter Australiern und Engländern. Vier Monate nach den Commonwealth Games war Glasgow Austragungsort der Europameisterschaften. In der 4-mal-200-Meter-Mixed-Freistilstaffel belegten Stephen Milne, Craig McLean, Kathryn Sian Greenslade und Freya Anderson den dritten Platz hinter den Deutschen und dem russischen Quartett. In der 4-mal-200-Meter-Männer-Freistilstaffel siegten Calum Jarvis, Duncan Scott, Tom Dean und James Guy. Für ihren Einsatz im Vorlauf erhielten auch Stephen Milne und Cameron Kurle eine Goldmedaille.
Nach vier Jahren ohne einen Start bei internationalen Meisterschaften nahm Milne 2022 an den Commonwealth Games in Birmingham teil. Die schottische 4-mal-200-Meter-Freistilstaffel mit Stephen Milne, Evan Jones, Mark Szaranek und Duncan Scott gewann Bronze hinter Australiern und Engländern. Danach beendete er seine Karriere.